# Top 8 2021
El Top 8 de 2021 fue la 73° edición del torneo de rugby de primera división de Chile.
El torneo se disputó desde el 10 de julio hasta el 12 de diciembre.

## Sistema de disputa
Cada equipo disputó encuentros frente a cada uno de los rivales en condición de local y de visitante, totalizando 14 partidos cada uno.
Finalizada la fase regular los cuatro primeros equipos clasificaron a semifinales.
El equipo que al finalizar en la séptima posición disputó un repechaje frente al séptimo clasificado del Súper 8
El último clasificado descendió directamente al Súper 8 2022.
Puntuación
Para ordenar a los equipos en la tabla de posiciones se los puntuará según los resultados obtenidos.
- 4 puntos por victoria.
- 2 puntos por empate.
- 0 puntos por derrota.
- 1 punto bonus por ganar haciendo 3 o más tries que el rival.
- 1 punto bonus por perder por siete o menos puntos de diferencia.

## Clasificación
| Pos. | Equipo               | Encuentros | Encuentros | Encuentros | Encuentros | Tantos | Tantos | Tantos | PB | PB | Puntos |
| Pos. | Equipo               | PJ         | PG         | PE         | PP         | F      | C      | Dif    | BO | BD | Puntos |
| ---- | -------------------- | ---------- | ---------- | ---------- | ---------- | ------ | ------ | ------ | -- | -- | ------ |
| 1.º  | COBS                 | 14         | 11         | 0          | 3          | 462    | 266    | +192   | 9  | 2  | 55     |
| 2.º  | Old Macks            | 14         | 10         | 1          | 3          | 376    | 271    | +105   | 10 | 2  | 54     |
| 3.º  | Old John's           | 14         | 10         | 0          | 4          | 334    | 285    | +49    | 7  | 1  | 48     |
| 4.º  | Old Boys             | 14         | 8          | 0          | 6          | 398    | 374    | +24    | 8  | 2  | 42     |
| 5.º  | Universidad Católica | 14         | 7          | 0          | 7          | 440    | 335    | +105   | 10 | 3  | 41     |
| 6.º  | Sporting Rugby Club  | 14         | 4          | 0          | 10         | 276    | 409    | -133   | 3  | 2  | 21     |
| 7.º  | PWCC                 | 14         | 3          | 0          | 11         | 265    | 483    | -218   | 5  | 1  | 18     |
| 8.º  | Old Reds             | 14         | 2          | 1          | 11         | 296    | 424    | -128   | 3  | 4  | 17     |

|  | Semifinalistas.                           |
|  | Clasificado al repechaje por el descenso. |
|  | Desciende al Súper 8 2022.                |

## Fase Final

### Semifinales
| 4 de diciembre de 2021 | COBS | 53 - 14 | Old Boys |  |  |

| 5 de diciembre de 2021 | Old Macks | 23 - 17 | Old Johns |  |  |

#### Final
| 12 de diciembre de 2021 | COBS | 28 - 24 | Old Macks |  |  |

| Bandera de Chile |
| Campeón COBS     |
| Sexto título     |

## Promoción
| 5 de diciembre de 2021 | Los Troncos | 17 - 20 | PWCC |  |  |

| 12 de diciembre de 2021 | PWCC | 32 - 13 | Los Troncos |  |  |

- PWCC se mantiene en la categoría para la próxima temporada.